# Zimska univerzijada 2013

Zimska univerzijada 2013 bo XXVI. zimska univerzijada, ki se bo odvijala v Trentino, Italija.
31. maja 2008 je FISU objavil, da bo gostitelj XXVI. zimske univerzijade Maribor Novost na univerzijadi bodo nočne prireditve v alpskem smučanju, teku na smučeh in deskanju na snegu. Pohorje, kjer se bo odvijala večina tekem, je le 3 km oddaljeno od centra mesta..

## Športa infrastruktura

### Baselga di Pinè
| Prizorišča                  | Sport   | Zmogljivost | Ref. |                                        |                   |       |  |
| --------------------------- | ------- | ----------- | ---- | -------------------------------------- | ----------------- | ----- |  |
| Prizorišča                  | Sport   | Zmogljivost | Ref. | Stadio del Ghiaccio di Baselga di Pinè | Hitrostno drsanje | 1.800 |  |
| Ice rink di Baselga di Pinè | Curling | 1.000       |      |                                        |                   |       |  |

### Monte Bondone
| Prizorišča                    | Sport                                                            | Zmogljivost | Ref. |                              |           |       |  |
| ----------------------------- | ---------------------------------------------------------------- | ----------- | ---- | ---------------------------- | --------- | ----- |  |
| Prizorišča                    | Sport                                                            | Zmogljivost | Ref. | Pista Canalon, Monte Bondone | Snowboard | 1.000 |  |
| Pista Lavanman, Monte Bondone | Snowboard (Snowboard Cross), Smučanje prostega sloga (Ski Cross) | 1.000       |      |                              |           |       |  |
| Snowpark di Monte Bondone     | Snowboard, Smučanje prostega sloga                               | 1.000       |      |                              |           |       |  |

### Pergine Valsugana
| Prizorišča | Sport | Zmogljivost | Ref. |                                          |                        |       |  |
| ---------- | ----- | ----------- | ---- | ---------------------------------------- | ---------------------- | ----- |  |
| Prizorišča | Sport | Zmogljivost | Ref. | Stadio del ghiaccio di Pergine Valsugana | Hokej na ledu (ženske) | 1.000 |  |

### Trento
| Prizorišča           | Sport                               | Zmogljivost | Ref. |                        |                                         |       |  |
| -------------------- | ----------------------------------- | ----------- | ---- | ---------------------- | --------------------------------------- | ----- |  |
| Prizorišča           | Sport                               | Zmogljivost | Ref. | Palaghiaccio di Trento | Umetnostno drsanje na ledu, Short track | 1.200 |  |
| Piazza Duomo, Trento | Otvoritvena slovesnost, medal plaza | ND          |      |                        |                                         |       |  |

### Val di Fassa
| Prizorišča                                          | Sport                                       | Zmogljivost | Ref. |                              |                                      |       |  |
| --------------------------------------------------- | ------------------------------------------- | ----------- | ---- | ---------------------------- | ------------------------------------ | ----- |  |
| Prizorišča                                          | Sport                                       | Zmogljivost | Ref. | Pista Alloch, Pozza di Fassa | Alpsko smučanje (slalom, veleslalom) | 3.000 |  |
| Pista Nuova Cima Uomo, Passo San Pellegrino - Moena | Alpsko smučanje (superveleslalom, smuk)     | 1.000       |      |                              |                                      |       |  |
| Stadio del Ghiaccio "Gianmario Scola", Canazei      | Hokej na ledu (moški), zaključna slovesnost | 3.500       |      |                              |                                      |       |  |
| Piaz de Sotegrava, Moena                            | medal plaza                                 | ND          |      |                              |                                      |       |  |

### Val di Fiemme
| Prizorišča                                                | Sport                                  | Zmogljivost | Ref. |                                            |                                                |       |  |
| --------------------------------------------------------- | -------------------------------------- | ----------- | ---- | ------------------------------------------ | ---------------------------------------------- | ----- |  |
| Prizorišča                                                | Sport                                  | Zmogljivost | Ref. | Stadio del Fondo di Lago di Tesero, Tesero | Biathlon, Tek na smučeh, nordijski kombinaciji | 8.000 |  |
| Stadio del Salto "Giuseppe Dal Ben" di Predazzo, Predazzo | nordijski kombinaciji, Smučarski skoki | 1.200       |      |                                            |                                                |       |  |
| Stadio del Ghiaccio di Cavalese, Cavalese                 | Hokej na ledu                          | 1.000       |      |                                            |                                                |       |  |
| Piazza Santi Apostoli Filippo e Giacomo, Predazzo         | medal plaza                            | ND          |      |                                            |                                                |       |  |